# روبرت سبيرا
روبرت سبيرا (بالإنجليزية: Rupert Spira)‏ هو خزاف بريطاني، ولد في 13 مارس 1960 في لندن في المملكة المتحدة.

## وصلات خارجية
- روبرت سبيرا على موقع ميوزك برينز (الإنجليزية)